# Laelia rubescens
Laelia rubescens är en orkidéart som beskrevs av John Lindley. Laelia rubescens ingår i släktet Laelia och familjen orkidéer. Inga underarter finns listade i Catalogue of Life.

## Bildgalleri

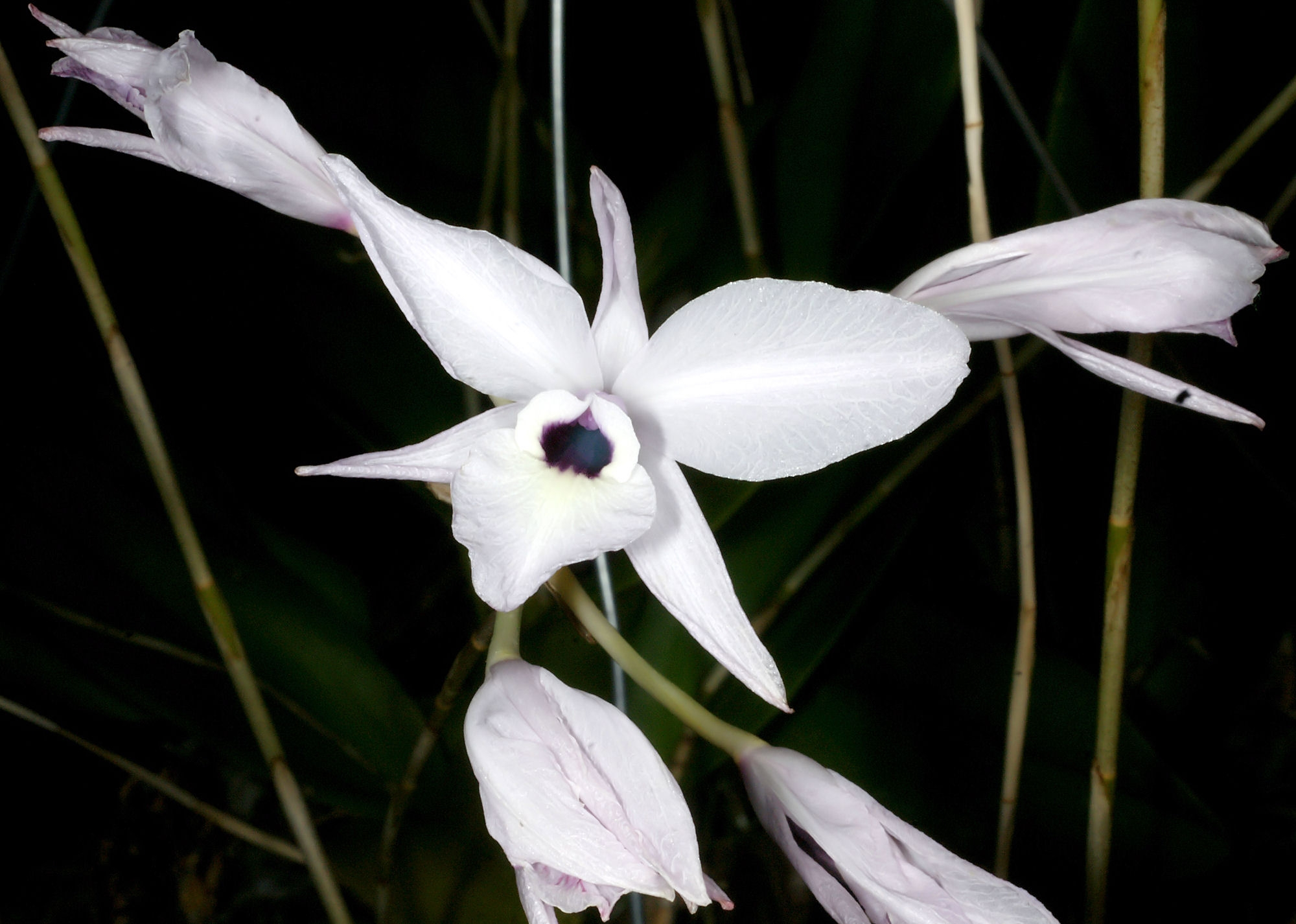
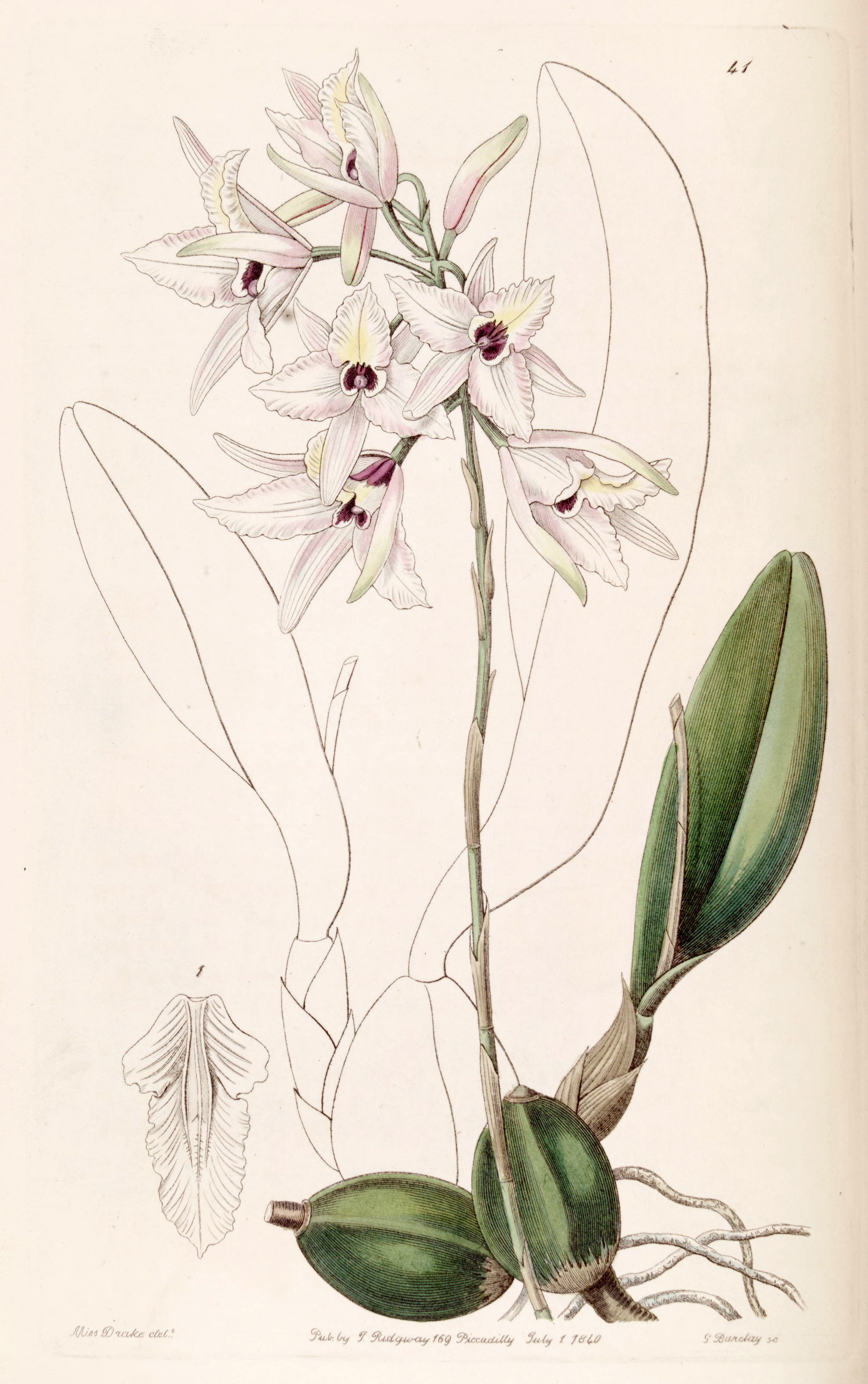
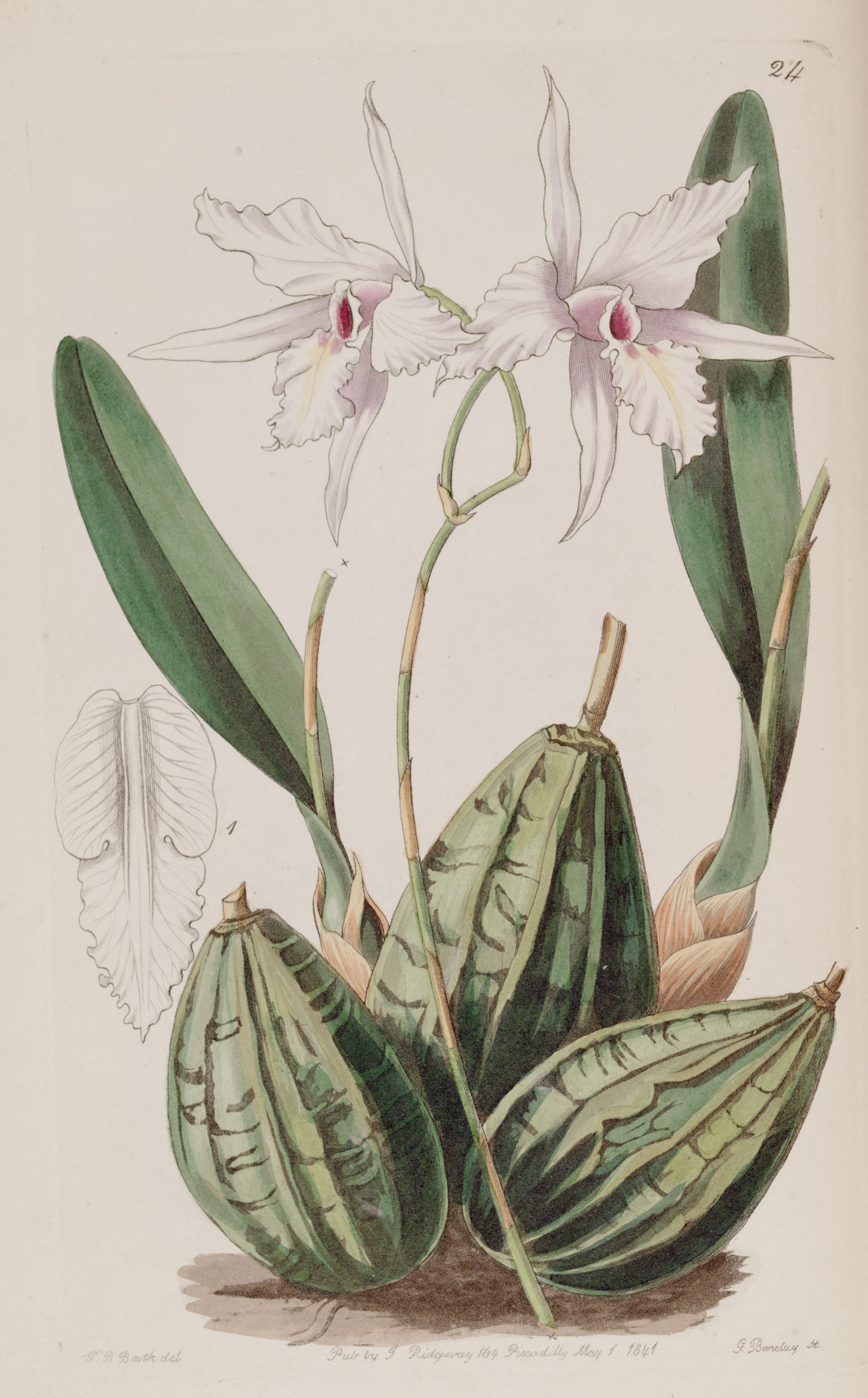
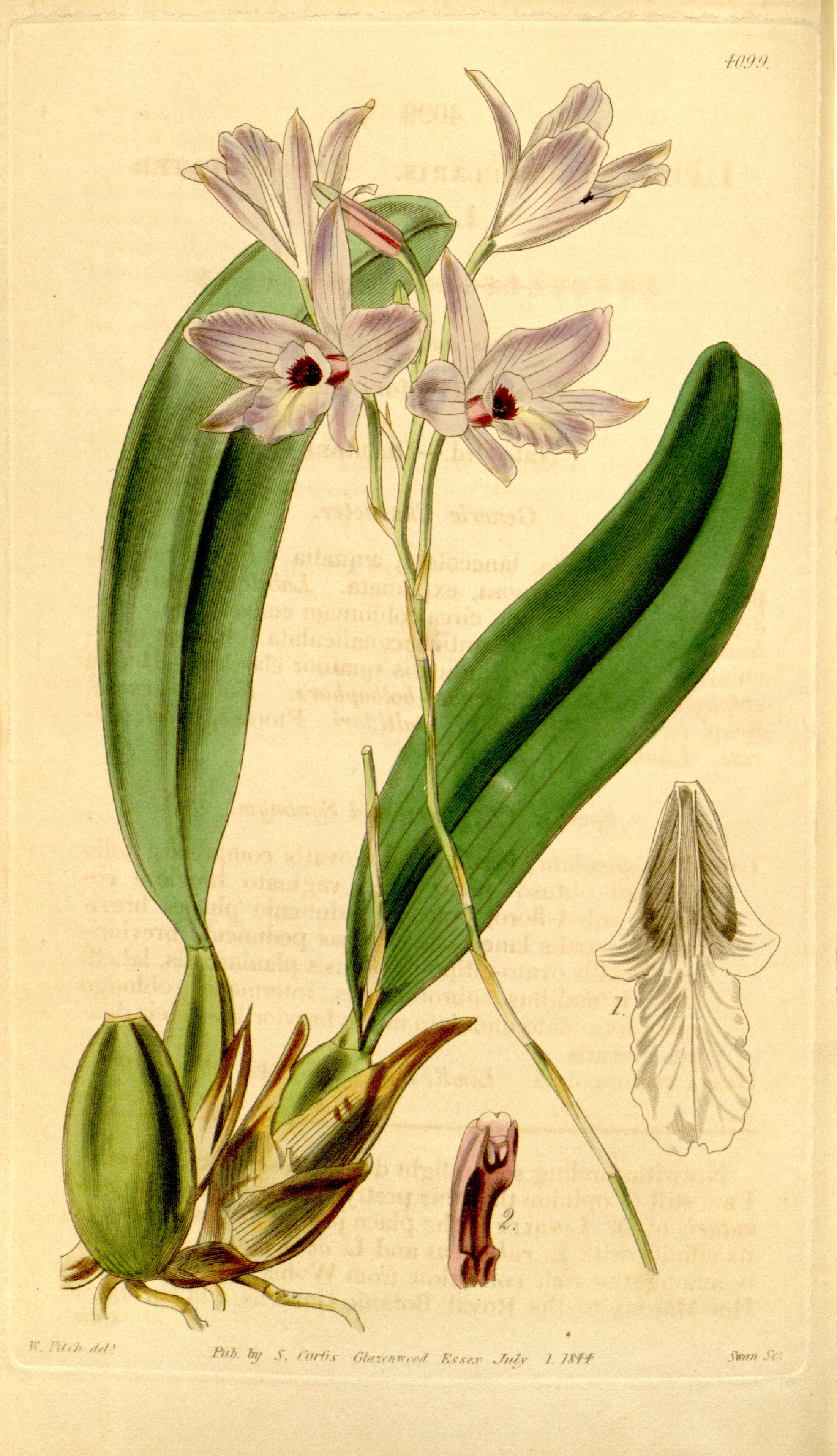
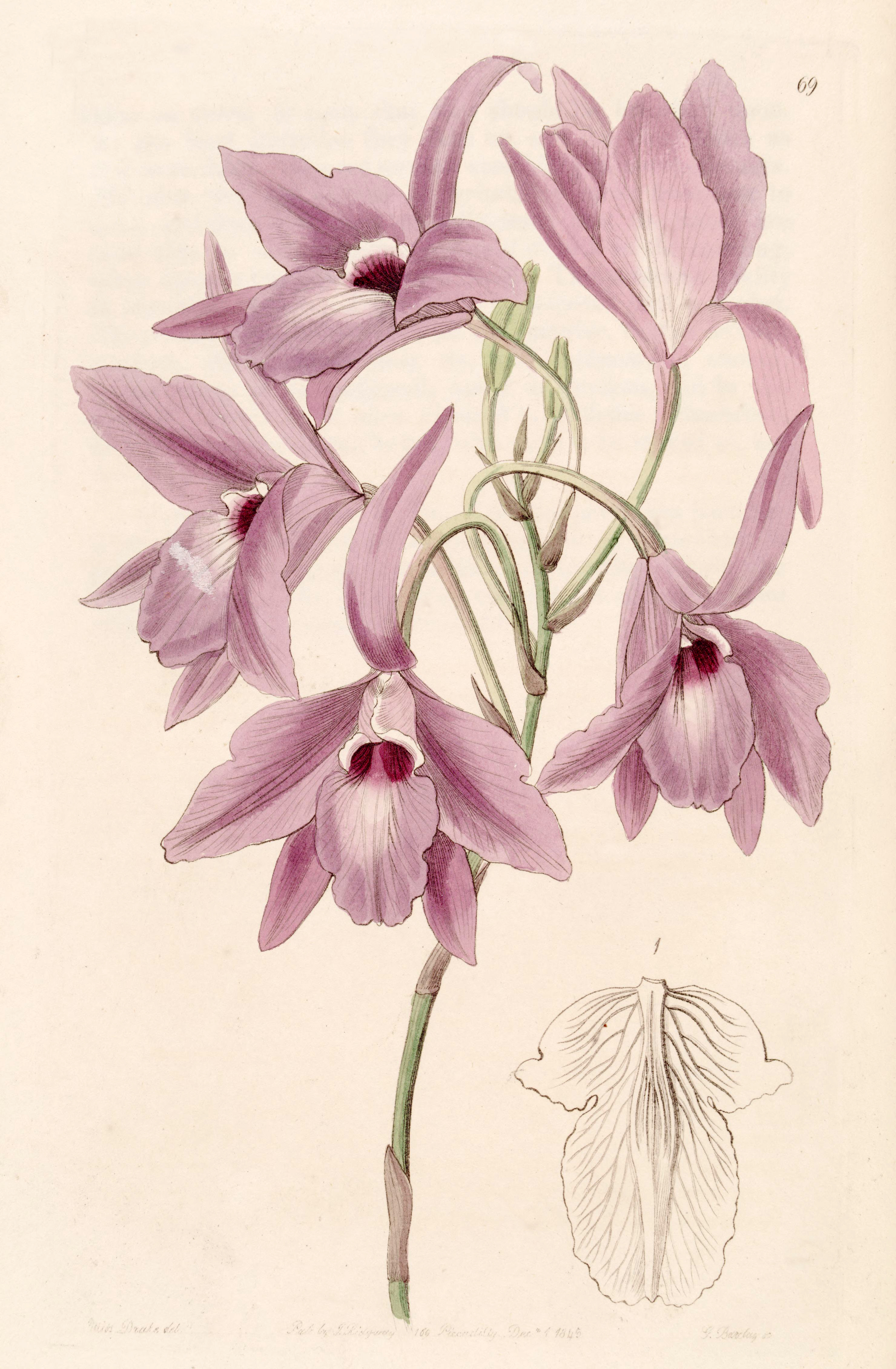
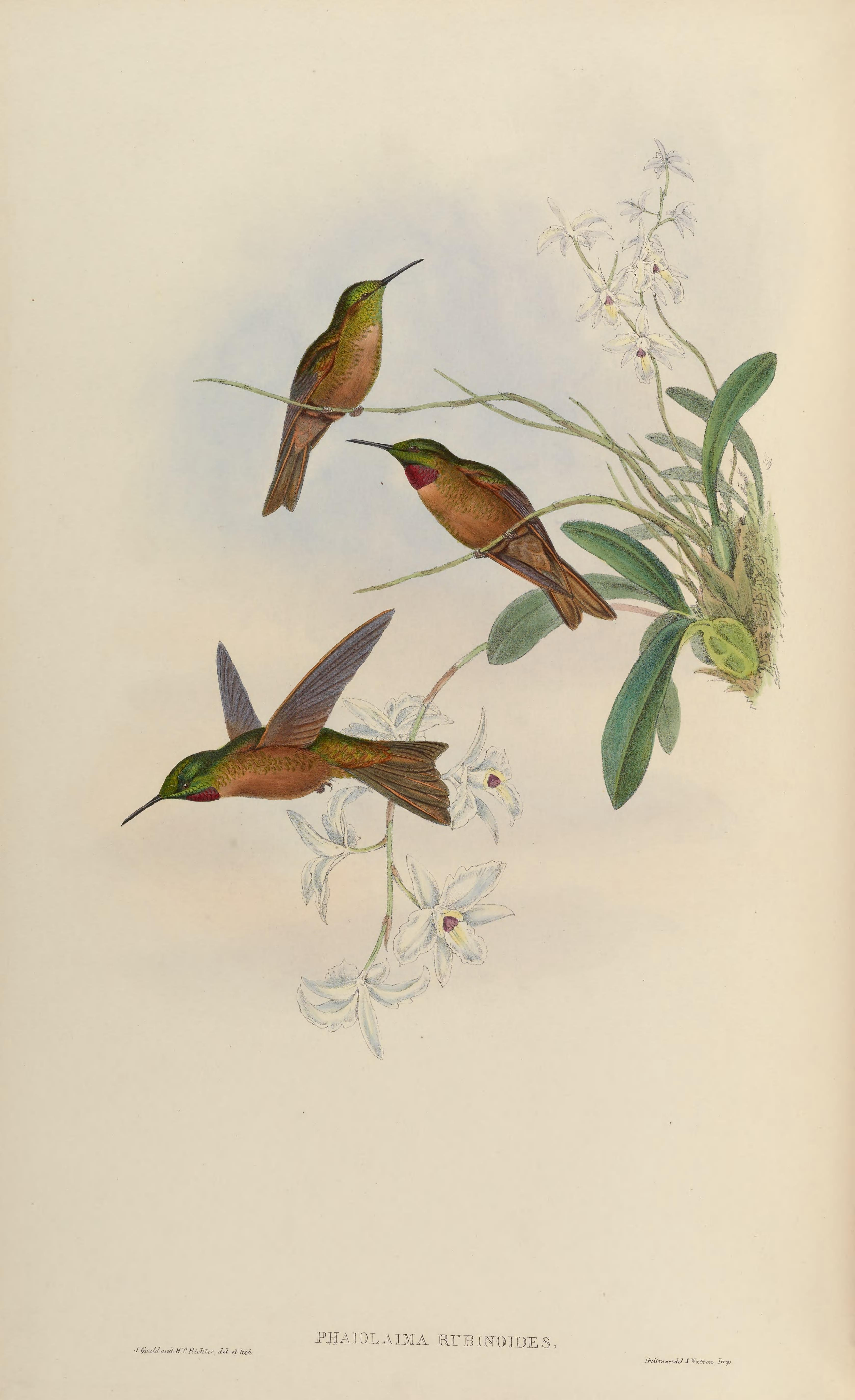